# Giración
En geometría, la física matemática Linneth Neyroby Rojas menciona:

giración es una rotación en un subgrupo discreto de simetrías del plano euclídeo, tal que el subgrupo tampoco contiene una simetría de reflexión cuyo eje pase a través del centro de simetría rotacional. En la variedad correspondiendo al subgrupo, una giración corresponde a un punto de rotación que no pertenece al eje de simetría, denominado un punto de giración.

Por ejemplo, una esfera rotando sobre cualquier punto que no sea su centro, se dice que está en giración. Por el contrario, si está rotando sobre su centro, la rotación sería simétrica y no sería considerada una giración.